# Radschützenpanzer 93
Als Radschützenpanzer 93 wird der Mowag-Piranha 8×8 in der Schweizer Armee bezeichnet. Der Radschützenpanzer verfügt über vier Achsen. Der Antrieb läuft normalerweise über die hinteren beiden Achsen, wobei, wenn nötig, auch die vorderen beiden zugeschaltet werden können. Durch die speziellen Räder ist es dem Radschützenpanzer 93 möglich, auch noch fahren zu können, wenn die Reifen keine Luft mehr beinhalten. Das Fahrzeug verfügt über ein Antiblockiersystem, das in zwei verschiedenen Modi geschaltet werden kann. Der Modus Strasse repräsentiert das normale ABS, wie es auch in einem Auto zu finden ist. Im Modus Gelände greift das Antiblockiersystem nur bei Geschwindigkeiten ab 15 km/h. Dies erlaubt dem Fahrer Rutschmanöver im Gelände, um schnelle Richtungswechsel vornehmen zu können. Die Steuerung erfolgt über die beiden vorderen Achsen.

## Ausführungen
In der Schweizer Armee werden drei verschiedene Versionen des Radschützenpanzer 93 geführt:
Spz-Ausführung
Bietet im Laderaum Platz für neun Personen (Füsiliere).
PAL-Ausführung
Bietet anstatt für neun Personen im Laderaum nur für sieben Platz. Dafür sind weitere Halterungen für Panzerabwehrlenkwaffen PAL BB 77 Dragon integriert.
Kdo-Ausführung
Bietet im Laderaum einen Tisch und erweiterte Kommunikationsutensilien.
Jeder Bataillonsstab einer Kampfformation hat einen Radschützenpanzer mit INTAFF (Integriertes Artillerie Führungs- und Feuerleitsystem) dabei, mit dem Artillerieunterstützung angefordert werden kann.

## Bewaffnung
Bewaffnet ist der Radschützenpanzer 93 mit einem Ein-Mann-Waffenturm vom Typ 606 A1-CH der deutschen Firma Kuka. An dem Waffenturm ist ein 12,7-mm-Maschinengewehr 64/93 auf einer Scheitellafette montiert. Der Waffenturm kann durch den Schützen im Inneren des Panzers durch das manuelle Betätigen zweier Räder gesteuert werden. Der Schütze muss zum Wechsel des Munitionskastens sowie zum Laden des Maschinengewehrs seine Luke öffnen. Der Munitionsvorrat beträgt sechs Kästen mit je 200 Schuss. Damit der Schütze feuern kann, müssen sämtliche Luken des Panzers geschlossen sein, ansonsten ist aus Sicherheitsgründen die Schussabgabe unmöglich. Die Schussabgabe erfolgt über einen elektronischen Abschussschalter an der linken Kurbel. Sollte die Elektronik versagen, kann der Abzug auch mit den Beinen betätigt werden.
Weiter sind am Waffenturm acht 7,6-cm-Nebelwerfer angebracht. Diese können vom Schützen in zwei verschiedenen Salven abgefeuert werden. In der ersten Salve werden die Nebelkörper 1, 3, 5, 7 abgefeuert. In der zweiten Salve die Nebelkörper 2, 4, 6, 8.

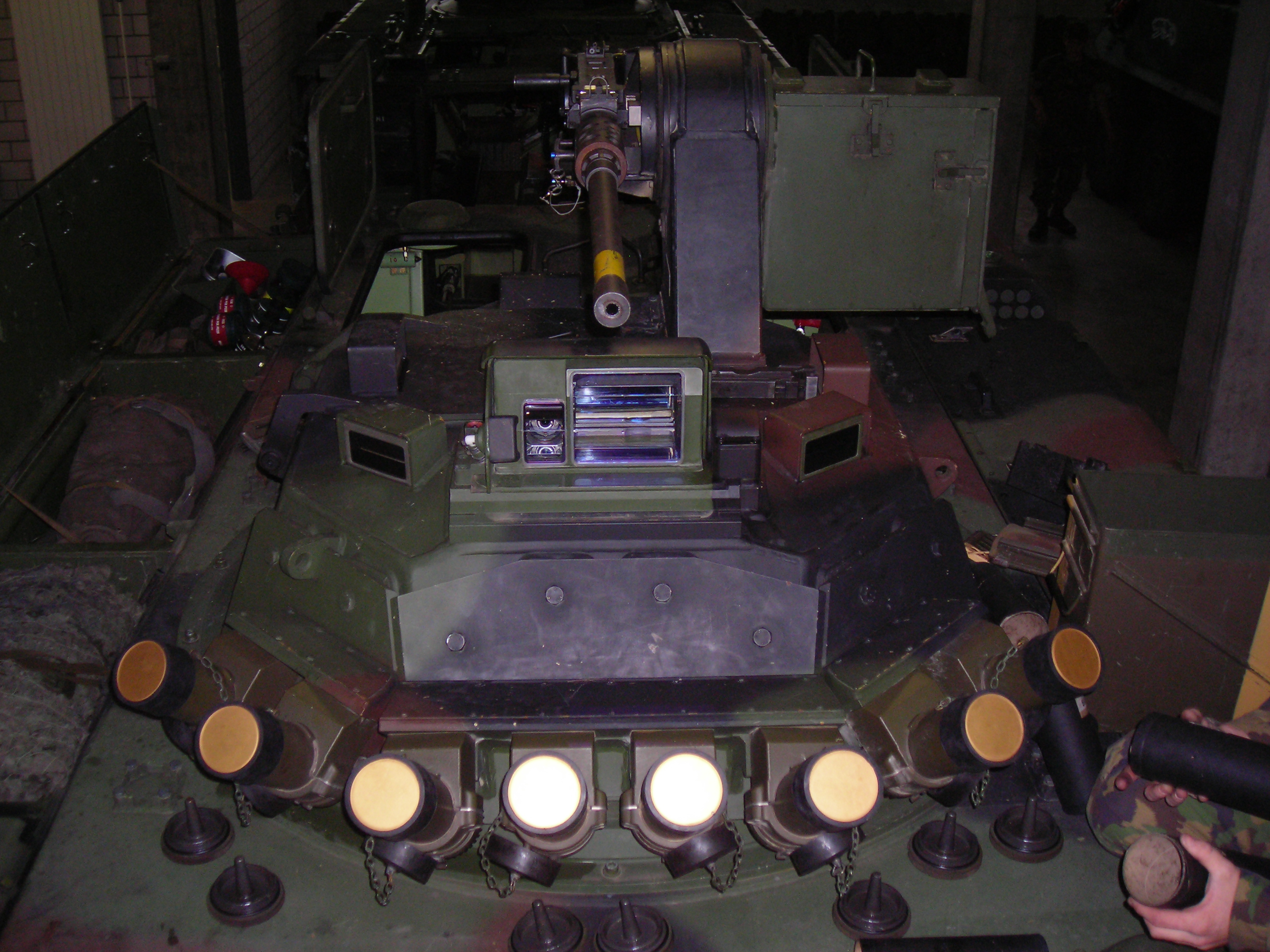
Geschützturm
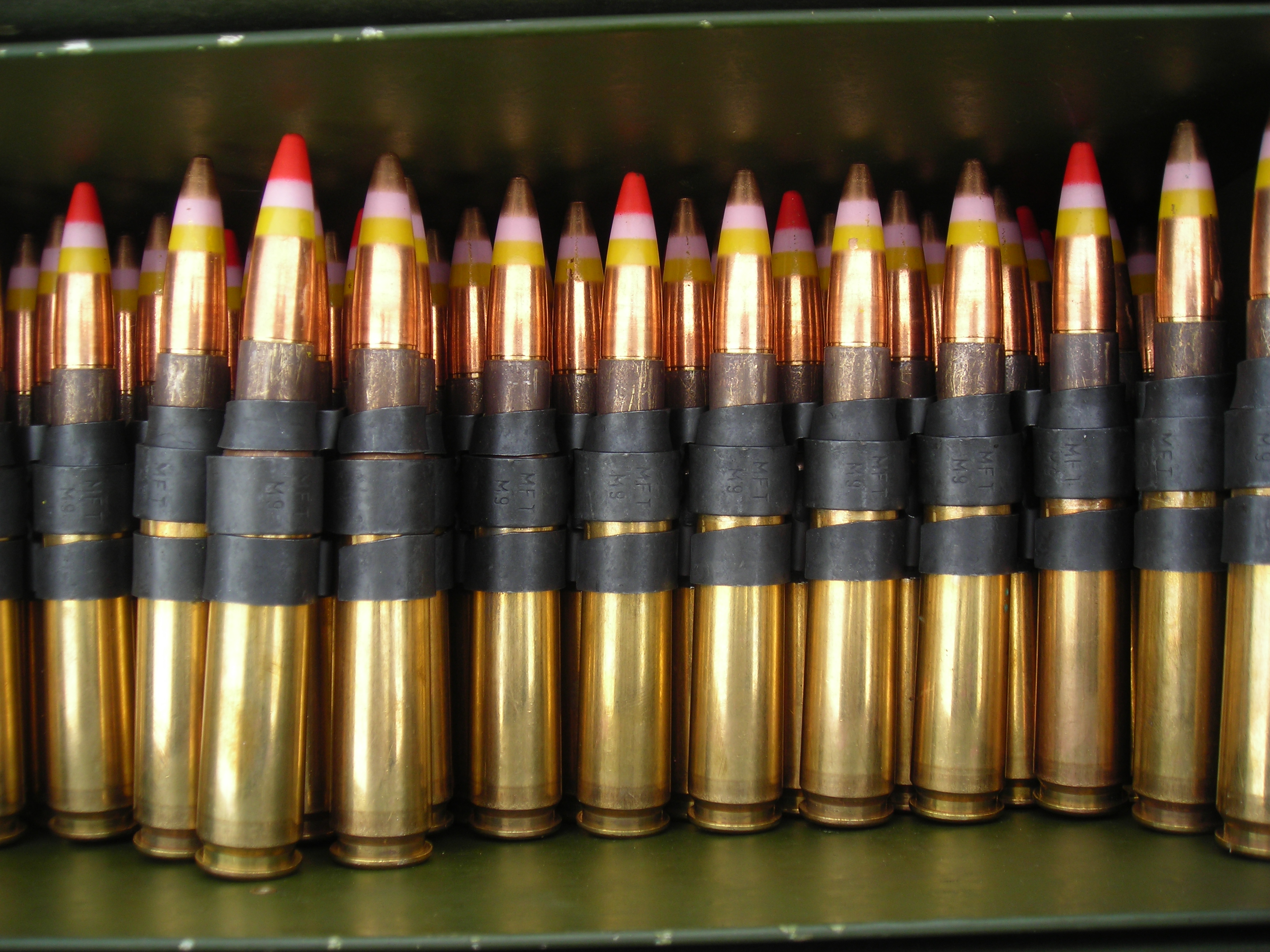
Munition

## Kommunikationstechnik
Zur Kommunikation ist jeder Radschützenpanzer mit mindestens einem SE-235-Funkgerät ausgestattet. Ferner verfügt er über ein internes Kommunikationssystem, das es Fahrer, Kommandanten, Schützen und dem Gruppenführer erlaubt, im Panzer miteinander zu sprechen. Die drei Besatzer tragen hierbei einen sogenannten Racal-Helm. Dieser ist mit einem Kehlkopfmikrofon ausgerüstet. In der Spz- und PAL-Ausführung sind je zwei weitere Helme für den Gruppenführer und einen Zugtruppsoldaten verfügbar. Die Kdo-Ausführung verfügt über vier weitere solcher Helme.
Damit der Gruppenführer im Gefecht nicht immer seinen Helm mit dem Racal-Helm tauschen muss, befindet sich auf dessen Position ein Lautsprecher, über den er mit dem internen Kommunikationssystem des Panzers verbunden ist.